# Tarmo Kikerpill
Tarmo Kikerpill (Elva, 13 giugno 1977) è un ex cestista estone.

## Carriera
Con l'Estonia ha disputato i Campionati europei del 2001.

## Palmarès
- Campionato estone: 1

Tartu Ülikooli: 2006-07